# The Four Pianists
The Four Pianists (Четиримата пианисти) е проект с двама класически и двама джаз пианисти.

## Биография
Членове на „The Four Pianists“ са Иван Янъков, Георги Черкин, Живко Петров и Антони Дончев, който от 2022 г. зае мястото на Ангел Заберски-син. „The Four Pianists“ изнасят редовно концерти в зала № 1 на НДК пред 4000-на публика. През 2016 г., „The Four Pianists“ и „London Chamber Players“ изнасят голям гала концерт в лондонската зала „Cadogan Hall“, заедно с Теодосий Спасов.  През 2021, 2022 и 2023 година, „The Four Pianists“ изнасят успешни концерти пред публиката на Софийския летен фестивал, Sofia Summer Fest 